# Herbert Fuller
Herbert Edwin Fuller (Paddington, 28 de diciembre de 1902-Hillingdon, 15 de octubre de 1993) fue un deportista británico que compitió en ciclismo en la modalidad de pista. Ganó una medalla de bronce en el Campeonato Mundial de Ciclismo en Pista de 1925, en la prueba de velocidad individual.

## Medallero internacional
| Campeonato Mundial | Campeonato Mundial       | Campeonato Mundial | Campeonato Mundial       |
| Año                | Lugar                    | Medalla            | Competición              |
| ------------------ | ------------------------ | ------------------ | ------------------------ |
| 1925               | Ámsterdam (Países Bajos) | Medalla de bronce  | Velocidad individual (A) |